# Тера-3
„Тера-3“ е бивш научно-експериментален комплекс, построен в интерес на съветската програма „Тера“ за разработка на лазерно оръжие, на територията на военния полигон Сари-Шаган в Казахстан.
Предназначен е за изследване на високоенергийни лазери, позволяващи използване в съветската система за противоракетна отбрана за поразяване на балистични ракети в краен етап от полета. Изпитателният стенд включва рубинов и въглероден лазер. Идеята за начинанието е на нобеловия лауреат по физика Николай Басов и на О. Н. Крохин.

## Начало
С решение на правителството на СССР през 1966 г. е утвърден стартът на подготовката за изграждането на изследователски комплекс за разработване на лазерно оръжие. В проекта участват Физическият институт „Лебедев“, Всеруският научноизследователски институт по експериментална физика и Конструкторското бюро „Вимпел“, като към тях се присъединява и Държавният оптически институт. Постът научен ръководител на програмата заема Басов.
Насоките, по които се работи, са фундаментални изследвания в областта на лазерната физика и нейното развитие, изследване на взаимодействието с различен вид материи, разпространението на лъча в атмосферата, локализиране на цели и насочване на лазерния лъч и други.

## ЛЭ-1
Възможността за прецизна точност при локализиране на потенциални цели чрез лазерен локатор е изследвана от 1962 г. Резултатите от тези проучвания водят до изготвянето на проект за изграждане на експериментален рубинов лазер „ЛЭ-1“, чието строителство започва в края на 1960-те години в рамките на комплекса „Тера-3“ с главен ръководител Н. Д. Устинов. За нуждите на „ЛЭ-1“ допълнително са създадени телескопът „ТГ-1“ с диаметър на огледалото 1,3 m, както и технологии, като бързо реагиращи точни сканиращи и превключващи системи за управление на лазерния лъч, фотоприемници, електронни блокове за обработка на сигнала и синхронизация и други. Самият лазерен локатор е свързан с радиолокационните станции на полигона чрез цифрово предаване на данните. Организирано е и висококачествено производство на рубини, нелинейни кристали и други елементи.
След завършването на монтажните дейности започват и изпитанията с „ЛЭ-1“. До средата на 1980-те години са правени експерименти с локализиране на самолети, бойни глави и космически обекти. На 10 октомври 1984 г. лазерният локатор е насочен експериментално към преминаващата над него американска космическа совалка „Чалънджър“.

## Чалънджър
По предложение на съветския маршал Дмитрий Устинов да се съпроводи американската космическа совалка „Чалънджър“ чрез лазерния комплекс на 10 октомври 1984 г. се провежда експеримент. По време на преминаването му над района на Сари-Шаган, на 365 километра над повърхността на земята, към „Чалънджър“ е насочено излъчване с минимална мощност.
По-късно екипажът на совалката докладва, че по време на полета си над езерото Балхаш радиовръзките на космическия апарат излизат извън строя, възникват грешки в апаратурата, а астронавтите почувствали неразположение. Скоро щатските специалисти разбират, че екипажът и совалката са били подложени на изкуствено въздействие от страна на СССР, поради което е изразен официален протест. След този случай апарати с висок енергиен потенциал не са насочвани за съпровождане на космически апарати по хуманни съображения.

## Американско посещение
В периода на Студената война полигонът Сари-Шаган и комплексът „Тера-3“ са обект на засилен интерес от страна на САЩ. В публикувана от американското Министерство на отбраната брошура през 1985 г. този обект е посочен като домакин на програма за разработка на застрашителен лазер. Това оказва силно влияние за увеличаване на военния бюджет на САЩ и разработване на нова програма за война в космоса на стойност милиарди щатски долари.
През 1989 г. на няколко американски физици, журналисти и членове на Конгреса на САЩ е показана част от комплекса. След като се запознават отблизо с инсталациите, 20-годишните транзисторни компютри и самия лазер, някога смятан за реално антисателитно оръжие, делегацията заключава, че „Тера-3“ не е толкова заплаха за нечия сигурност, колкото паметник на манипулацията на Пентагона.

## 1976 – 1982 г.
Взето е решение за прекратяване на проекта „Тера-3“. Основните съоръжения са демонтирани. Причината – недостатъчната мощност на лазера за поразяване на цели на височина над 100 km.
Най-мощният лазер, който е изпробван, е 1 MJ, който на височина 100 km при диаметър на снопа 20 m обезпечава мощност 0,1 J/cm2, при поставена цел 1 kJ/cm2 необходима енергия за поразяване на цели на тази височина. По-точно пробиване на отвор 1 cm2 площ в балистична ракета с дълбочина достатъчна за разхерметизирането на ракетата.
През 1979 г. в комплекса е монтиран рубинов лазер – имитатор на бойния лазер – масив от 19 рубинови лазера.
През 1982 г. към комплекса е добавен СО2 лазер. Съоръжението не придобива статус на бойна единица.

## Настояще
Въпреки че комплексът осигурява подробна и детайлна информация за лазера и неговото влияние върху различни видове оръжия, той не се доказва като практичен и подходящ за употреба. През 2008 г. „Тера-3“ е разрушен и изоставен. След разпада на СССР, комплексът се оказва на територията на Казахстан. Той е евакуиран, оборудването е изнесено, някои от помещенията са напълнени с бетон и запечатани, а мащабната конструкция на други продължава да изпъква със сивия си цвят сред жълто-оранжевата пустия.